# Карелина, Светлана Александровна
Светлана Александровна Карелина (род. 5 ноября 1966) — доктор юридических наук (2009), профессор кафедры предпринимательского права Московского государственного университета (2009); член рабочей группы по разработке проекта Образовательного кодекса РФ; входит в состав третейского суда при ПАО «Газпром» и Независимой арбитражной палаты (НАП) при Сбербанке России.

## Биография
Светлана Карелина родилась 5 ноября 1966 года; в 1990 году она окончила юридический факультет Московского государственного университета (с отличием) и в том же году стала аспиранткой на кафедре хозяйственного права. Через четыре года она успешно защитила кандидатскую диссертацию на тему «История развития кооперативного законодательства»; стала кандидатом юридических наук.
В 1995 году Карелина стала преподавателем на недавно созданной кафедре предпринимательского права. Спустя шесть лет, в 2001 году, ей было присвоено звание доцента. В 2009 году она успешно защитила докторскую диссертацию — по теме «Механизм правового регулирования отношений несостоятельности (банкротства)»; стала доктором юридических наук. В том же году стала профессором на той же кафедре.
Ведет как научную, так и педагогическую деятельность: по состоянию на 2019 год Карелина читала студентам МГУ авторский курс «Правовое регулирование несостоятельности (банкротства)», а также — специальный курс по теоретическим проблемам предпринимательского права. Кроме того она ведёт лекции и по общему курсу предпринимательского права. Под её руководством были защищены четыре кандидатские диссертации.
Светлана Карелина является автором и ведущим серии научно-практических семинаров по правовым проблемам банкротства. Под её руководством на юридическом факультете ежегодно проходят круглые столы, на которых обсуждаются проблемы правового регулирования несостоятельности; по данным МГУ, в семинарах «участвуют представители ведущих научных и научно-исследовательских образовательных учреждений России и зарубежных стран».
В 2006 году Карелина опубликовала своё учебно-практическое пособие «Правовое регулирование несостоятельности (банкротства)»; через два года была опубликована её монография «Механизм правового регулирования отношений несостоятельности». С 2010 года под её редакцией ежегодно издается сборник научных статей на тему «Актуальные проблемы законодательства о несостоятельности (банкротстве)». Является соавтором нескольких учебных работ, включая учебники «Предпринимательское право Российской Федерации», «Корпоративное право», «Антикризисное управление» и кафедральное учебно-методическое пособие «Предпринимательское право (практический курс)».
По состоянию на 2023 год Светлана Александровна Карелина является руководителем факультетской магистерской программы «Правовое регулирование несостоятельности (банкротства)», а также возглавляет программу дополнительного образования под названием «Несостоятельность (банкротство): теория и практика применения».
Под руководством С. А. Карелиной в 2020 году на Юридическом факультете МГУ им. М. В. Ломоносова был создан Научно-образовательный центр «Центр правовых исследований в сфере банкротства».
С. А. Карелина принимала участие в законопроектных работах: в частности, сходила в состав рабочей группы по разработке проекта российского Образовательного кодекса. Являлась членом нескольких рабочих групп по совершенствованию законодательства в сфере несостоятельности, образованных Минэкономразвития РФ. Членом ряда международных организаций в сфере антикризисного управления.
Карелина входила в состав ряда третейских судов: в частности, она была членом третейского суда, образованной при ПАО «Газпром», и входила в Независимую арбитражную палату (НАП), созданную российским Сбербанком; неоднократно участвовала в защите прав предпринимателей в российских судах.

## Работы
Светлана Карелина является автором и соавтором более семи десятков научных работ (книг и статей), связанных преимущественно с проблемами правового регулирования в сфере несостоятельности, а также — по вопросам правового регулирования деятельности корпораций и защите прав предпринимателей. В 2006 году относилась к числу сторонников расширенного толкования сроков конкурсного производства: полагала, что продление данного срока допустимо в исключительных случаях, в частности — при необходимости возвращения имущества должника из-за пределов России.
- Правовое регулирование несостоятельности (банкротства): Учебно-практическое пособие. (М., 2002);
- Правовые проблемы несостоятельности (банкротства): Сборник статей (Отв. ред.) (М., 2004)[2];
- Правовое регулирование несостоятельности (банкротства), 2-е изд., перераб. и доп.: Учебно-практическое пособие (М., 2006)[3];
- Механизм правового регулирования отношений несостоятельности (М., 2008);[4]
- Правовые проблемы несостоятельности (банкротства): Сборник статей (Отв. ред.) (М., 2011);
- «Понятие „несостоятельность“ и „банкротство“ необходимо разделять» // Legal Insight, 15 апреля 2016, С. 22—24.
- К истории развития кооперативного законодательства России // Труды юридического факультета (1994).
- Кооперативы в структуре рынка (проблемы правового регулирования) // Труды юридического факультета (1994).

## Награды
- Медаль ордена «За заслуги перед Отечеством» II степени (2024)[5].